# Immigrés
Az 1988-as Immigrés Youssou N’Dour nagylemeze. Sok kritika érte a szintetizátor használata miatt. Szerepel az 1001 lemez, amit hallanod kell, mielőtt meghalsz című könyvben.

## Az album dalai
|    | Cím                | Szerző(k)      | Hossz |
| -- | ------------------ | -------------- | ----- |
| 1. | Immigrés/Bitim Rew | Youssou N'Dour | 7:03  |
| 2. | Pitche Mi          | Kabou Gueye    | 9:27  |
| 3. | Taaw               | Youssou N'Dour | 11:56 |
| 4. | Badou              | Youssou N'Dour | 5:35  |

## Közreműködők

### Zenészek
- Rhane Diallo – szaxofon, ének
- Fefe Diambouana – tenorszaxofon
- Maguette Dieng – dob, timbal
- Mbaye Dieye Faye – tumba, sabar
- Kabou Gueye – nagybőgő, basszusgitár
- Jimi Mbaye – gitár
- Oussey Ndiaye – ének
- Youssou N'Dour – ének
- Pape Oumar Ngom – gitár
- Alla Seck – ének
- Assane Thaim – tama
- Benjamin Valfroy – billentyűk

### Produkció
- Daniel Bujon – keverés
- Jenny Cathcart – jegyzetek
- John Dent – mastering
- Youssou N'Dour – producer

## Fordítás
Ez a szócikk részben vagy egészben az Immigrés című angol Wikipédia-szócikk ezen változatának fordításán alapul.  Az eredeti cikk szerkesztőit annak laptörténete sorolja fel. Ez a jelzés csupán a megfogalmazás eredetét és a szerzői jogokat jelzi, nem szolgál a cikkben szereplő információk forrásmegjelöléseként.